# جيرارد مورينو
جيرارد مورينو بالاغيرو (بالإسبانية: Gerard Moreno Balagueró؛ مواليد 7 أبريل 1992) هو لاعب كرة قدم إسباني يلعب مهاجمًا لنادي فياريال الإسباني ومنتخب إسبانيا.

## روابط خارجية
- جيرارد مورينو على موقع الاتحاد الأوربي (الإنجليزية)
- جيرارد مورينو على موقع قاعدة بيانات كرة القدم.إي يو (الإنجليزية)
- جيرارد مورينو على موقع ليكيب (الفرنسية)
- جيرارد مورينو على موقع ناشيونال فوتبول تيمز (الإنجليزية)
- جيرارد مورينو على موقع Soccerbase.com (لاعب) (الإنجليزية)
- جيرارد مورينو على موقع Soccerway.com (الإنجليزية)
- جيرارد مورينو على موقع عالم كرة القدم.نت (الإنجليزية)
- جيرارد مورينو على موقع AS.com (الإسبانية)

- Gerard Moreno